# Håkan Mild
Stig Håkan Mild (Trollhättan, 14 de junho de 1971) é um ex-futebolista sueco. Ele disputou a Copa de 1994.

## Carreira
Mild tem sua carreira em grande parte ligada ao IFK Göteborg, onde teve quatro passagens (1989-1993, 1995-96, 1998-2001 e 2002-05), e ganhando quatro Campeonatos suecos. passou também por Servette, Real Sociedad e Wimbledon, sem muito sucesso.
Mild abandonaria os gramados em 2005, na sua quarta passagem pelo IFK.

## Carreira internacional
Ele representou a Seleção Sueca de Futebol nas Olimpíadas de 1992.
Na seleção da Suécia, o meia disputou 74 partidas e anotou 8 gols. Na Copa de 1994, foi titular. 
Mesmo após a não-classificação sueca para a Copa de 1998, Mild continuou na equipe até 2001.